# Осборн (Мен)
Осборн (англ. Osborn) — місто (англ. town) в США, в окрузі Генкок штату Мен. Населення — 65 осіб (2020).

## Демографія
Згідно з переписом 2010 року, у місті мешкало 67 осіб у 29 домогосподарствах у складі 20 родин. Було 122 помешкання
Расовий склад населення:
| - 95,5 % — білих |

До двох чи більше рас належало 4,5 %. Частка іспаномовних становила 0,0 % від усіх жителів.
За віковим діапазоном населення розподілялося таким чином: 17,9 % — особи молодші 18 років, 59,7 % — особи у віці 18—64 років, 22,4 % — особи у віці 65 років та старші. Медіана віку мешканця становила 48,5 року. На 100 осіб жіночої статі у місті припадало 81,1 чоловіків;  на 100 жінок у віці від 18 років та старших — 89,7 чоловіків також старших 18 років.
За межею бідності перебувало 3,9 % осіб, у тому числі 0,0 % дітей у віці до 18 років та 0,0 % осіб у віці 65 років та старших.
Цивільне працевлаштоване населення становило 33 особи. Основні галузі зайнятості: освіта, охорона здоров'я та соціальна допомога — 48,5 %, транспорт — 12,1 %, роздрібна торгівля — 12,1 %.